# Акколаи, Жан-Батист
Жан-Батист Акколаи (иногда ошибочно Акколе, фр. Jean-Baptiste Accolaÿ; 17 апреля 1833, Брюссель — 19 августа 1900, Брюгге) — бельгийский скрипач и композитор.
Учился в Брюссельской консерватории у Л. Ж. Мертса и Н. Л. Вери. Затем отправился в Брюгге, где поначалу играл на трубе в кирасирском полку. Затем, однако, Акколаи удалось устроиться на преподавательскую работу в городскую консерваторию, сперва ассистентом в класс скрипки, затем в 1864 г. руководителем альтового класса, с 1865 г. — класса ансамбля, и наконец с 1874 г. и до конца жизни Акколаи преподавал гармонию в приготовительном классе. Одновременно около 20 лет Акколаи был первой скрипкой городского театра и городского музыкального общества, в 1865—1872 гг. руководил фортепианным трио, а в 1896 г. стоял у истоков городского симфонического оркестра . Кроме того, некоторое время Акколаи возглавлял духовой оркестр городской юношеской организации «охотников-разведчиков» — местной разновидности скаутского движения, основанной Шарлем Дево. 
Акколаи написал музыкальную драму «Тамплиеры», множество небольших оркестровых и камерных сочинений, однако известностью пользуются только его небольшие одночастные концерты для скрипки с оркестром, предназначенные для юных и начинающих исполнителей, — особенно № 1 ля минор (1868) и № 2 ре минор (1875) . Эти концерты даже были записаны Вандой Вилкомирской и Ицхаком Перлманом в составе особых альбомов, которые каждый из этих музыкантов составил из произведений детского репертуара. В остальном Акколаи некоторое время был забыт настолько прочно, что появилась даже легенда о том, что такого композитора не существовало, а ученические концерты принадлежат Анри Вьётану, воспользовавшемуся псевдонимом, чтобы не компрометировать свои виртуозные сочинения соседством слишком лёгких.